# Alpine Skiweltmeisterschaften 2023/Teilnehmer
An den 47. Alpinen Skiweltmeisterschaften 2023 in Courchevel und Méribel nehmen unter anderem folgende Athleten teil. 

## Athleten nach Ländern

### Albanien(ALB)
| Herren - Vasil Veriga - Denni Xhepa | Damen - Ester Bako - Lara Colturi - Chiara Di Camillo |

### Algerien(ALG)
| Herren - Tanguy Pechoux | Damen |

### Andorra(AND)
| Herren - Joan Verdú Sánchez | Damen - Cande Moreno |

### Argentinien(ARG)
| Herren - Tomás Birkner de Miguel - Delfin van Ditmar - Felipe Eiras - Tiziano Gravier | Damen |

### Armenien(ARM)
| Herren - Harutjun Harutjunjan | Damen |

### Australien(AUS)
| Herren - Harry Laidlaw - Hugh McAdam - Louis Muhlen-Schulte | Damen - Greta Small |

### Belgien(BEL)
| Herren - Sam Maes - Armand Marchant - Dries Van den Broecke | Damen - Naya van Puyvelde - Kim Vanreusel |

### Brasilien(BRA)
| Herren - Lorenzo Caputi - Valentino Caputi - Christopher Rubens Holm | Damen |

### Bosnien und Herzegowina(BIH)
| Herren - Emir Lokmić - Milivoje Mačar | Damen - Nikolina Dragoljević - Teodora Filipović - Elvedina Muzaferija - Maja Tadić |

### Bulgarien(BUL)
| Herren - Albert Popow - Konstantin Stoilow - Kalin Slatkow - Kamen Slatkow | Damen - Luisa Bertani - Julia Slatkowa |

### Chile(CHI)
| Herren - Henrik von Appen - Sven von Appen - Kay Holscher - Diego León | Damen |

### China(CHN)
| Herren - Xinbo Chao | Damen - Mingxiu Luo - Dingyue Zhang - Yongqi Ma - Yu Pan |

### Chinesisch Taipeh(TPE)
| Herren | Damen - Lee Wen-yi |

### Dänemark(DEN)
| Herren - Christian Borgnaes - Casper Dyrbye Næsted | Damen - Ida Sofie Bunsov Brøns - Kristiane Rør Madsen |

### Deutschland(GER)
| Herren - Romed Baumann - Thomas Dreßen - Josef Ferstl - Fabian Gratz - Sebastian Holzmann - Simon Jocher - Andreas Sander - Alexander Schmid - Dominik Schwaiger - Linus Straßer | Damen - Emma Aicher - Lena Dürr - Andrea Filser - Jessica Hilzinger - Kira Weidle |

### Dominikanische Republik(DOM)
| Herren - José Guillermo Puello Alfonso | Damen |

### Estland(EST)
| Herren - Tormis Laine - Juhan Luik | Damen |

### Finnland(FIN)
| Herren - Elian Lehto - Jaakko Tapanainen - Samu Torsti - Eduard Hallberg | Damen - Erika Pykäläinen |

### Frankreich(FRA)
| Herren - Nils Allègre - Steven Amiez - Léo Anguenot - Johan Clarey - Alban Elezi Cannaferina - Mathieu Faivre - Blaise Giezendanner - Maxence Muzaton - Clément Noël - Alexis Pinturault - Cyprien Sarrazin - Adrien Théaux | Damen - Clara Direz - Anouck Errard - Doriane Escané - Coralie Frasse Sombet - Laura Gauché - Marie Lamure - Romane Miradoli - Nastasia Noens - Chiara Pogneaux - Karen Clément - Tessa Worley |

### Georgien(GEO)
| Herren - Luka Butschukuri | Damen - Nino Ziklauri |

### Ghana(GHA)
| Herren - Carlos Mäder | Damen |

### Griechenland(GRE)
| Herren - Ioannis Antoniou - AJ Ginnis - Ioannis Proios - Athanasios Tsitselis | Damen - Maria-Eleni Tsiovolou - Rafailia Palantza - Christina Tzimpa - Maria Nikoleta Kaltsogianni - Maria Aikaterina Papastathi - Evridiki Dimitrof |

### Haiti(HAI)
| Herren - Mackenson Florindo - Jean-Pierre Roy - Richardson Viano | Damen - Céline Marti |

### Hongkong(HKG)
| Herren | Damen - Chloe Cornu-Wong |

### Indien(IND)
| Herren - Arif Mohd Khan - Yogesh Kumar - Mayank Panwar | Damen - Sandhya Sandhya - Aanchal Thakur |

### Iran(IRI)
| Herren - Mohammad Kiya Darbandsari | Damen - Zahra Alizadeh Saveh - Marjan Kalhor - Maryam Kiashemshaki - Sadaf Savehshemshaki |

### Irland(IRL)
| Herren - Cormac Comerford | Damen - Tess Arbez |

### Island(ISL)
| Herren - Gauti Guðmundsson - Jón Erik Sigurðsson | Damen - Katla Björg Dagbjartsdóttir |

### Israel(ISR)
| Herren - Barnabás Szőllős - Benjamin Szőllős | Damen - Noa Szőllős |

### Italien(ITA)
| Herren - Giovanni Borsotti - Guglielmo Bosca - Mattia Casse - Luca De Aliprandini - Filippo Della Vite - Stefano Gross - Christof Innerhofer - Tobias Kastlunger - Matteo Marsaglia - Dominik Paris - Tommaso Sala - Florian Schieder - Alex Vinatzer | Damen - Marta Bassino - Federica Brignone - Elena Curtoni - Nicol Delago - Lara Della Mea - Sofia Goggia - Anita Gulli - Laura Pirovano - Marta Rossetti - Beatrice Sola - Asja Zenere |

### Japan(JPN)
| Herren - Seigo Katō | Damen - Asa Andō |

### Kanada(CAN)
| Herren - Cameron Alexander - James Crawford - Erik Read - Jeffrey Read - Brodie Seger - Broderick Thompson | Damen - Marie-Michèle Gagnon - Valérie Grenier - Ali Nullmeyer - Britt Richardson - Amelia Smart - Laurence St-Germain |

### Kap Verde(CPV)
| Herren - Jerôme Philippe Coss | Damen |

### Kenia(KEN)
| Herren | Damen - Sabrina Simader |

### Kirgisistan(KGZ)
| Herren - Maxim Gordejew - Nadim Muchtarow - Timur Schakirow | Damen - Albina Iwanowa - Olga Paljutkina |

### Kosovo(KOS)
| Herren - Arbi Pupovci - Drin Kokaj - Klos Vokshi | Damen - Lirika Deva - Kiana Kryeziu - Arba Pupovci - Enxhi Sefaj |

### Kroatien(CRO)
| Herren - Tvrtko Ljutić - Leon Nikić - Filip Zubčić | Damen - Zrinka Ljutić - Leona Popović |

### Lettland(LAT)
| Herren - Elvis Opmanis - Lauris Opmanis - Miks Zvejnieks - Žaks Gedra - Gustavs Harijs Ābele | Damen - Liene Bondare - Samanta Līcīte - Frīda Saļņikova - Dženifera Ģērmane - Tīna Namsone |

### Libanon(LBN)
| Herren - Cesar Arnouk - Cyril Kayrouz - Anthony Mrad - Riad Tawk | Damen - Manon Ouaïss - Nicole Samaha - Sara Zeidan - Carlie Maria Iskandar |

### Liechtenstein(LIE)
| Herren - Nico Gauer - Marco Pfiffner | Damen |

### Litauen(LTU)
| Herren - Andrej Drukarov - Luca Poberai - Vakaris Jokubas Lapienis | Damen |

### Luxemburg(LUX)
| Herren - Joachim Keghian - Matthieu Osch | Damen - Gwyneth ten Raa - Joyce ten Raa |

### Madagaskar(MAD)
| Herren - Mathieu Neumuller | Damen - Mialitiana Clerc |

### Malta(MLT)
| Herren | Damen - Élise Pellegrin |

### Marokko(MAR)
| Herren - Yassine Aouich - Mahdi Idhya | Damen |

### Mexiko(MEX)
| Herren - Hubertus von Hohenlohe | Damen - Sarah Schleper de Gaxiola |

### Monaco(MON)
| Herren - Arnaud Alessandria | Damen |

### Montenegro(MNE)
| Herren - Bojan Kosić | Damen |

### Neuseeland(NZL)
| Herren - Jack Adams | Damen - Alice Robinson - Mikayla Smyth |

### Niederlande(NED)
| Herren - Maarten Meiners | Damen - Kiara Derks |

### Nordmazedonien(MKD)
| Herren - Mirko Lazareski | Damen - Jana Atanasovska |

### Norwegen(NOR)
| Herren - Aleksander Aamodt Kilde - Lucas Braathen - Timon Haugan - Atle Lie McGrath - Alexander Steen Olsen - Adrian Smiseth Sejersted - Sebastian Foss Solevåg - Rasmus Windingstad - Leif Kristian Nestvold-Haugen | Damen - Mina Fürst Holtmann - Kajsa Vickhoff Lie - Kristin Lysdahl - Ragnhild Mowinckel - Thea Louise Stjernesund - Maria Therese Tviberg |

### Österreich(AUT)
| Herren - Stefan Babinsky - Stefan Brennsteiner - Manuel Feller - Fabio Gstrein - Raphael Haaser - Daniel Hemetsberger - Vincent Kriechmayr - Adrian Pertl - Dominik Raschner - Marco Schwarz - Otmar Striedinger - Johannes Strolz | Damen - Franziska Gritsch - Ricarda Haaser - Katharina Huber - Cornelia Hütter - Katharina Liensberger - Nina Ortlieb - Mirjam Puchner - Julia Scheib - Ramona Siebenhofer - Tamara Tippler - Katharina Truppe - Stephanie Venier |

### Osttimor(TLS)
| Herren - Yohan Goutt Goncalves | Damen |

### Peru(PER)
| Herren | Damen - Ornella Oettl Reyes |

### Polen(POL)
| Herren - Piotr Habdas - Wojciech Galuszka | Damen - Maryna Gąsienica-Daniel - Magdalena Łuczak - Zuzanna Czapska |

### Portugal(POR)
| Herren - Manuel Ramos | Damen - Ariana Haben Ribeiro |

### Rumänien(ROU)
| Herren - Alexandru Ștefan Ștefănescu | Damen - Ania Monica Caill - Diana Andreea Rentea - Maria Ioana Constantin - Ioana Corlateanu |

### San Marino(SMR)
| Herren - Mattia Beccari - Matteo Gatti - Alberto Tamagnini | Damen |

### Schweden(SWE)
| Herren - Kristoffer Jakobsen - Mattias Rönngren | Damen - Estelle Alphand - Hanna Aronsson Elfman - Sara Hector - Hilma Lövblom - Anna Swenn-Larsson |

### Schweiz(SUI)
| Herren - Semyel Bissig - Gino Caviezel - Niels Hintermann - Loïc Meillard - Alexis Monney - Justin Murisier - Marco Odermatt - Marc Rochat - Stefan Rogentin - Gilles Roulin - Livio Simonet - Thomas Tumler - Daniel Yule - Ramon Zenhäusern | Damen - Aline Danioth - Andrea Ellenberger - Jasmine Flury - Michelle Gisin - Lara Gut-Behrami - Joana Hählen - Wendy Holdener - Priska Nufer - Camille Rast - Corinne Suter |

### Serbien(SRB)
| Herren - Rastko Blagojević | Damen - Iva Nikolić |

### Slowakei(SVK)
| Herren - Martin Hyska - Adam Žampa - Teo Žampa | Damen - Petra Hromcova - Rebeka Jančová - Petra Vlhová |

### Slowenien(SLO)
| Herren - Rok Ažnoh - Martin Čater - Anže Gartner - Štefan Hadalin - Miha Hrobat - Žan Kranjec - Nejc Naraločnik - Miha Oserbarn | Damen - Ana Bucik - Neja Dvornik - Anja Oplotnik - Ilka Štuhec - Nika Tomšič |

### Spanien(ESP)
| Herren - Aingeru Garay - Albert Ortega | Damen |

### Tschechien(CZE)
| Herren - Filip Forejtek - Jan Zabystřan | Damen - Martina Dubovská - Adriana Jelinkova - Elese Sommerova |

### Thailand(THA)
| Herren | Damen - Mida Fah Jaiman |

### Togo(TOG)
| Herren - Nathan Tchibozo | Damen |

### Ukraine(UKR)
| Herren - Iwan Kowbasnjuk | Damen - Yuliia Makovetska - Anastassija Schepilenko |

### Ungarn(HUN)
| Herren - Márton Kékesi - Balint Ury | Damen - Szonja Hozmann - Brigitta Junia - Hanna Majtenyi - Zita Tóth |

### Usbekistan(UZB)
| Herren - Komiljon Toʻxtayev | Damen - Valeriya Kovaleva - Rano Imonkulova |

### Vereinigte Arabische Emirate(UAE)
| Herren - Hassan Al Fardan - Abdulla Kafin | Damen |

### Vereinigtes Königreich(GBR)
| Herren - Ed Guigonnet - Calum Langmuir - Billy Major - Charlie Raposo - Dave Ryding - Roy-Alexander Steudle - Owen Vinter | Damen - Reece Bell - Charlie Guest - Victoria Palla - Alex Tilley |

### Vereinigte Staaten(USA)
| Herren - Erik Arvidsson - Bryce Bennett - Ryan Cochran-Siegle - Tommy Ford - Travis Ganong - Jared Goldberg - Brian McLaughlin - Sam Morse - Kyle Negomir - River Radamus - Ben Ritchie - Jett Seymour - Luke Winters | Damen - Katie Hensien - Breezy Johnson - Tricia Mangan - Paula Moltzan - Nina O’Brien - Mikaela Shiffrin - Ava Sunshine - Isabella Wright |

### Zypern(CYP)
| Herren - Yianno Kouyoumdjian | Damen - Thaleia Armeni |